# 活性染料
 活性染料（又称反应性染料）是其染料离子或分子中含有能与底物上基团键合的反应性基团，并藉此染色的一种染料。在适当条件下，活性基团通过与纤维素上的羟基、与蛋白质或聚酰胺纤维上的氨基形成共价键而上染，因此活性染料染色通常具有良好的牢度。活性染料是棉、羊毛和尼龙的重要染色方法。
 

## 结构与特点
活性染料的化学结构式可用此通式表示：W-D-B-Re，式中W为水溶性基团（如磺酸基、羧基），D为染料母体或发色基，B为连接基团（有些染料没有桥连基），Re为反应性基团，活性染料的分子结构一般比较简单（相较于直接染料或酸性染料而言）。
 

### 优点
活性染料有色谱丰富、成本较低、水溶性好、易染匀色的特点，并且是最重要的纤维素纤维染色方法。由于染色时形成了共价键，它的耐皂洗和摩擦牢度都较好（取决于染料母体和染色浓度），能广泛应用于棉、粘胶纤维、羊毛、丝、聚酰胺纤维的染色中。
 

### 缺点
活性染料在浴染的同时，伴有水解反应，从而降低了染料的利用率。活性染料虽然染色方法简单，但染色时间较长，水和中性盐的用量较大，产生的废液对环保不利。此外，活性染料的耐日晒和氯漂牢度较差，耐候性不佳，蒽醌结构的蓝色活性染料还有烟气褪色现象。
 

## 类别
按活性基团来给活性染料分类，可以分为均三嗪类、嘧啶类、乙烯砜基类、膦酸基类等等。按母体种类可以将活性染料分为偶氮类、金属络合类、蒽醌类、铜酞菁类等等。一般都是以活性基来为活性染料分类。
 
部分活性染料，按活性基分类。
| 活性基         | 键合部分 | 染色温度 | 特点                                     | 商品名参考                           |
| -------------- | -------- | -------- | ---------------------------------------- | ------------------------------------ |
| 一氯均三嗪     | 杂环     | 80°C     | 热固型染料，易于存储，遇碱易水解         | Basilen E & P, Cibacron E, Procion H |
| 一氟一氯均三嗪 | 杂环     | 40°C     | 价格较高，键合稳定，反应速率快           | Cibacron F & C                       |
| 二氯均三嗪     | 杂环     | 30°C     | 反应性高，易水解，不易储存               | Basilen M, Procion MX                |
| 二氟一氯嘧啶   | 杂环     | 80°C     | 用于染羊毛，固色率高，酸性条件染色       | Verofix, Drimarene K & R             |
| 二氯喹噁啉     | 杂环     | 40°C     | 反应性高，可用于低盐染色，小浴比染色工艺 | Levafix E & EA                       |
| 三氯嘧啶       | 杂环     | 80-98°C  | 反应性低，易储存                         | Drimarene X & Z, Cibacron T          |
| 乙烯砜         | 双键     | 40°C     | 反应性高，溶解性好，适合冷轧堆法或连染   | Remazol                              |
| 膦酸基         | 膦酸基   | 60°C     | 适合于分散/活性一浴法染涤/棉混纺布       | Procion T                            |

### 机理
卤代杂环类的活性染料，由于结构中含电负性较强的氮原子，使与之连接的碳原子电子云密度降低，成为带正电性的活化中心，容易与纤维上的基团发生亲核取代反应（SN2）。

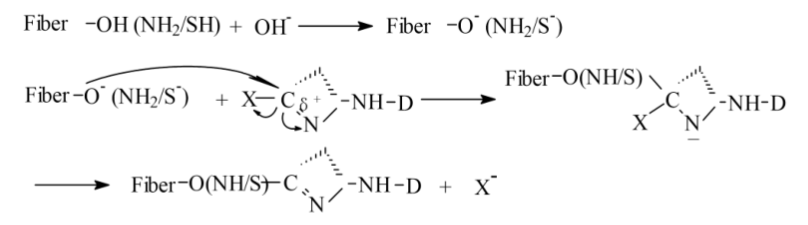
卤代杂环活性基染色机理

含有乙烯砜结构的染料，是以β-羟乙基砜硫酸酯或其氨基取代的形式售卖。在碱性条件下，α-C上的氢和亲核部分被消去，得到活泼的乙烯砜基结构。由于砜的极化，β-C上带有部分正电性，并以此与纤维键合。

### 活泼性顺序
不同活性基的反应性排序（由强至弱）：

### 双或多活性基活性染料
只有单个活性基团的活性染料有时会有固色率低的问题，针对此，开发了许多含有双（或多个）活性基的染料。 多活性基活性染料可以是相同活性基的迭代，也可以是不同活性基的组合，如一个均三嗪结构的活性中心和一个乙烯砜基结构的组合。双活性基染料的优点是有高固色率，并能承受更高的染色温度，因此可以作为一种混纺染料使用，也可以特化染料的某一方面特点，如更好的牢度或是环境友好型染料。

## 用途
活性染料的研究可以追溯到19世纪晚期，第一次有记载的商业化在1950年代，帝国化学工业的Rattee和Stephens首次推广了以氯代均三嗪作为母体和发色基间的连接基。
三氯均三嗪至今仍是常用的活性基“平台”，通常使用胺(或是烷氧基)取代一个氯作为桥连基，将发色基与之相连：
(NCCl)3 + dye-NH2→   N3C3Cl2(NH-dye)  +  HCl
余下的嗪环上的氯可以置换连接到纤维素纤维上：
N3C3Cl2(NH-dye)  +  HO-Cellulose   →   N3C3Cl(NH-dye)(O-Cellulose)  +  HCl
该过程需要在碱性缓冲溶液浴染中进行。
另一种在商业运输、存储过程中有优势的是乙烯砜基结构，与氯均三嗪类似，与纤维素上羟基键合上染。

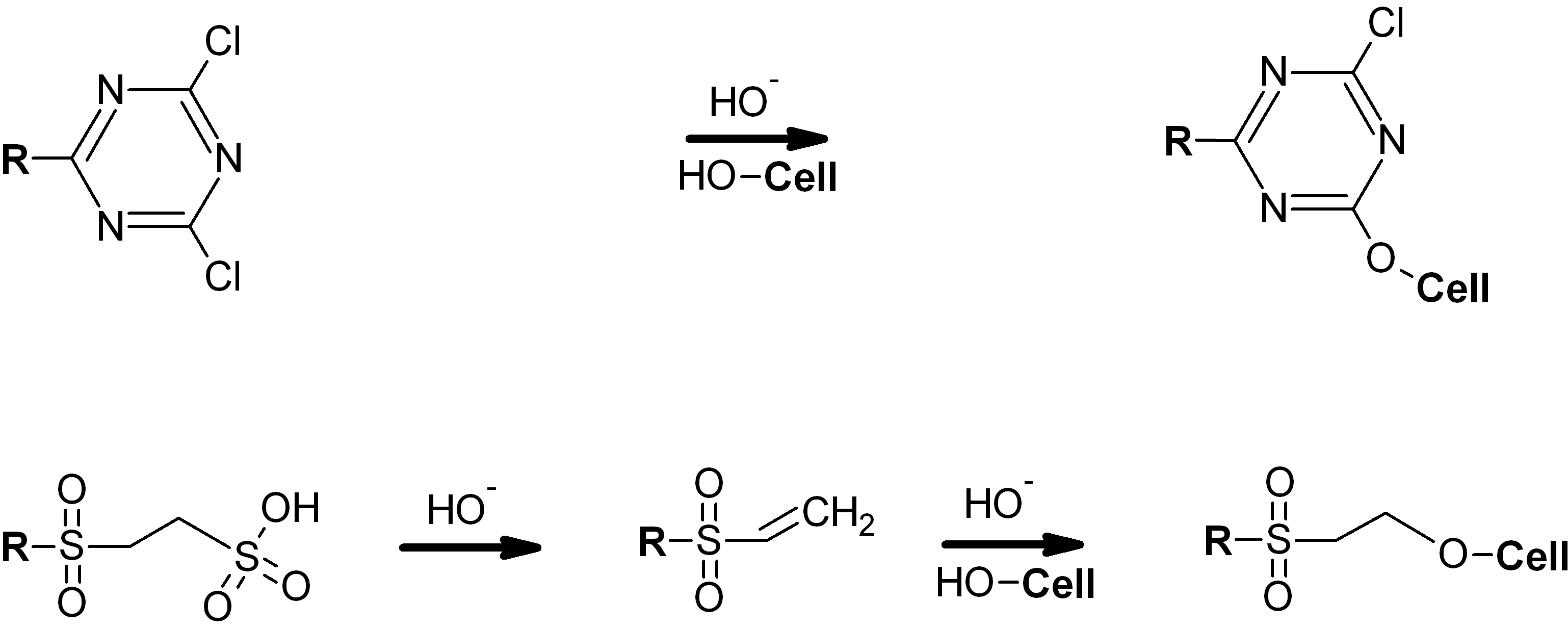
二氯均三嗪和乙烯砜型染料染色过程（Cell = 纤维素； R = 发色基）

## 备注
1. ↑  二氯均三嗪
2. ↑  二氟一氯嘧啶
3. ↑  一氟均三嗪
4. ↑  乙烯砜
5. ↑  一氯均三嗪
6. ↑  三氯嘧啶
7. ↑  烟酸均三嗪